# Acartia (Acartiella)
Acartia (Acartiella) is een ondergeslacht van eenoogkreeftjes uit het geslacht Acartia, uit de familie van de Acartiidae. De wetenschappelijke naam van de soort is voor het eerst geldig gepubliceerd in 1934 door Steuer.

## Soorten
- Acartia faoensis Khalaf, 1991
- Acartia sewelli Steuer, 1934